# オーリッケの戦い
オーリッケの戦いは、1139年7月25日に、ポルトゥカーレ伯アフォンソ・エンリケスとムラービト朝との間に起きた戦い。戦場はポルトガル南部のオーリーキ（Ourique）郊外（現在のアレンテージョ地方）であると言われているが正確な位置は不明。
キリスト教軍側は数の上で大幅に劣っていたものの、ムラービト朝は内部の分裂によって弱体化しており、ポルトガル軍は5人のモーロ人の王を戦死させて大勝したという。ポルトガルの国旗にある5つの青い盾はこの5人の王への勝利を表しているとされる。この戦いの後アフォンソ・エンリケスはラメーゴにおいて貴族たちを招集し、ブラガ司教より戴冠を受けてポルトガル王アフォンソ1世として即位し、カスティーリャ＝レオン王国からの独立を宣言した。
この戦いはポルトガルの国民意識と結びついて伝説化され、戦いの前にアフォンソの前に聖ヤコブが現れて勝利を約束したなどの「奇跡」があったとも言われる。（聖ヤコブはその墓がガリシアのサンティアゴ・デ・コンポステーラにあることもあってイベリア半島のレコンキスタの守護聖人となっており、モーロ殺しの聖ヤコブ（Santiago matamoros）とも呼ばれていた。）戦いのあった7月25日は聖ヤコブの祭日でもあった。また、現れたのは聖ヤコブではなく聖ゲオルギウスであったとか、イエス・キリスト本人であったという話もあるが、似たような話はスペインにもあり、それを基にした創作であろう。